# Yuki Katsura
Yuki Katsura (桂ゆき, Katsura Yuki) est une artiste plasticienne japonaise née le 10 octobre 1913 à Tokyo et morte le 5 février 1991 dans cette même ville. Elle fait partie des premières femmes actives dans l'avant-garde japonaise.